# Ilhas Cayman nos Jogos Pan-Americanos de 2015
As Ilhas Cayman competiu nos Jogos Pan-Americanos de 2015 em Toronto de 10 a 26 de julho de 2015. O país competiu em 4 esportes com 7 atletas e não conquistou medalhas nesta edição.